# Potworów (gemeente)
De gemeente Potworów is een landgemeente in het Poolse woiwodschap Mazovië, in powiat Przysuski.
De zetel van de gemeente is in Potworów.
Op 30 juni 2004 telde de gemeente 4302 inwoners.

## Oppervlakte gegevens
In 2002 bedroeg de totale oppervlakte van gemeente Potworów 81,89 km², waarvan:
- agrarisch gebied: 84%
- bossen: 9%

De gemeente beslaat 10,23% van de totale oppervlakte van de powiat.

## Demografie
Stand op 30 juni 2004:
| Omschrijving                   | Totaal | Totaal | Vrouwen | Vrouwen | Mannen | Mannen |
| ------------------------------ | ------ | ------ | ------- | ------- | ------ | ------ |
| eenheid                        | aantal | %      | aantal  | %       | aantal | %      |
| inwoners                       | 4302   | 100    | 2109    | 49      | 2193   | 51     |
| bevolkingsdichtheid (inw./km²) | 52,5   | 52,5   | 25,8    | 25,8    | 26,8   | 26,8   |

In 2002 bedroeg het gemiddelde inkomen per inwoner 1362,16 zł.

## Administratieve plaatsen (sołectwo)
Dąbrowa Goszczewicka, Długie, Grabowa, Grabowska Wola, Jamki, Kozieniec, Łojków, Marysin, Mokrzec, Potworów, Rdzuchów, Rdzuchów-Kolonia, Rdzów, Sady, Wir.

## Aangrenzende gemeenten
Klwów, Przysucha, Przytyk, Radzanów, Rusinów, Wyśmierzyce